# Yusuf Dadoo
 (décembre 2024).
Yusuf Mohamed Dadoo, né le 5 septembre 1909 à Krugersdorp et mort le 19 septembre 1983 à Londres, était un médecin et homme politique sud-africain, membre du Parti communiste sud-africain et du Congrès indien sud-africain.

## Origines
Yusuf Mohamed Dadoo est né à Krugersdorp dans la colonie britannique du Transvaal, quelques mois avant la formation de l'Union sud-africaine. 
Fils de Mohamed Dadoo, un entrepreneur originaire des Indes, né en 1881 et émigré en Afrique du Sud en 1896, Yusuf Dadoo suit sa scolarité à Fordsburg dans une école d'enfants indiens fréquentée notamment par des partisans de Gandhi. 

## Études
Dadoo poursuivit sa scolarité au collège musulman d'Aligarh en Inde où il assiste à des réunions tenues par proches de Gandhi et où il développe une aversion viscérale envers l'impérialisme britannique. Au lieu de revenir en Afrique du Sud pour se lancer dans les affaires comme le souhaitait son père, il poursuit ses études et en 1929, arrive à Londres pour étudier la médecine. Il participe à des manifestations contre la politique britannique en Inde, ce qui lui vaut d'être arrêté. 
Espérant l'éloigner du militantisme politique, son père parvient à le faire éloigner de Londres en le faisant inscrire au collège royal de Édimbourg en Écosse mais Yusuf Dadoo y développe des contacts avec le parti travailliste indépendant et avec la branche locale du Congrès national indien. Par ces relations, il découvre alors le marxisme et toute la littérature anti-capitaliste et anti-colonialiste. 

## Engagement politique
En 1932, Dadoo revient en Afrique du Sud et assiste en 1932 à la conférence du Congrès indien sud-africain. Il revient en Angleterre, convaincu que le congrès indien ne pouvait avancer dans sa lutte contre le gouvernement blanc d'Afrique du Sud et contre l'Empire britannique que s'il coopérait avec d'autres organisations nationales représentant noirs et les gens de couleur. 
À son retour en Grande-Bretagne, ses activités politiques attirent l'attention des services secrets. En 1936, Dadoo revient en Afrique du Sud où il trouve les mouvements ouvriers de libération nationale en plein désarroi à la suite du dépôt au parlement de plusieurs projets de loi renforçant la ségrégation raciale alors que le Parti communiste sud-africain souffre encore des effets du sectarisme dont il venait de faire preuve en son sein et envers ses potentiels alliés. 
Les membres du Congrès indien, tout en dénonçant la législation raciale d'Afrique du Sud, soutiennent néanmoins encore une politique de compromis et d'isolement face aux noirs et aux gens de couleur. Le congrès indien du Transvaal accepte même de participer aux travaux de commissions parlementaires contre l'avis de Dadoo qui se désolidarise et se rapproche du parti communiste avant d'adhérer en 1939.

## Le militant communiste en Afrique du Sud
Partisan d'un front uni comprenant les mouvements noirs, indiens et de couleurs, il prend de l'ascendant au sein du congrès indien du Transvaal, et avec le soutien des progressistes du mouvement, en appelle à un programme de résistance passive. 
En 1940, Dadoo est élu au comité du district de l'Office public de Johannesburg. La même année, il passe en jugement pour ses déclarations anti-guerre et hostiles à la participation de l'Afrique du Sud dans la Seconde Guerre mondiale. Peu de temps après, en 1941, il est élu membre du Comité central du parti communiste. La même année, toujours hostile à la participation sud-africaine à la guerre, il est arrêté à Benoni après un discours virulent et condamné à passer quatre mois en prison ou à verser une amende de £ 40. Il choisit d'aller en prison et est interné à celle de Boksburg. 
Il participe par la suite au rapprochement avec le congrès national africain d'Alfred Xuma. Il n'intervient pas dans les émeutes communautaires opposant les Zoulous aux indiens en janvier 1949 mais est arrêté en 1951 pour son militantisme alors que la politique d'apartheid commence à être mise en œuvre. Dadoo est condamné à six mois de prison mais est libéré en appel. Arrêté de nouveau en raison de son appartenance au parti communiste (tout juste interdit), il est dénoncé, lors du procès, par James Moroka, le président de l'ANC. Dadoo et ses coaccusés sont condamnés à une peine avec sursis de neuf mois. 
En juin 1955, il participe à la rédaction de la charte de la liberté. En 1957, il est interdit de participer à des réunions politiques et en 1959 est arrêté à Howick, au Natal, en vertu de la loi sur l'immigration qui interdit la circulation des Indiens de province à province sans autorisation officielle.

## Activités politiques en exil
En 1960, pendant l'état d'urgence, Dadoo entre dans la clandestinité. Il s'enfuit au Bechuanaland, averti par un ami de l'imminence de son arrestation. À Lobatse, il établit des contacts avec Oliver Tambo et s'établit provisoirement à Francistown. Le gouvernement indien lui fournit un passeport, la défense juridique et l'assistance nécessaires pour prendre un avion, rejoindre Blantyre au Nyasaland avant successivement de s'établir à Dar-es-Salaam puis en Grande-Bretagne. 
En 1961, Dadoo est membre du Conseil Mondial de la Paix (WPC). Il fréquente les partis communistes d'Europe de l'Est. Il assiste notamment au Congrès du parti communiste de Pologne et à celui de Bulgarie. 
En 1963, Yusuff Dadoo entreprend de stimuler la résistance à l'apartheid et de mettre en place des comités de paix au sein même des pays africains. Il se rend au Kenya, en Tunisie, en Algérie et au Ghana. L'année suivante, il se rend en Inde à l'invitation du comité de solidarité afro-asiatique et du conseil indien pour la paix. 
En 1969, il est élu vice-président du Conseil révolutionnaire du congrès national africain et en 1975 conduit une délégation en république populaire du Congo. 
En 1976, il représente le parti communiste sud-africain lors de la quatrième Conférence nationale du Parti des travailleurs du Vietnam. En 1977 et 1978, il poursuit de nombreuses conférences qui le mènent notamment en Éthiopie lors de la conférence internationale de solidarité envers la lutte des peuples africains et arabes. En février 1979, il est notamment reçu par Erich Honecker, le secrétaire général du Parti socialiste d'Allemagne (SED). 
En 1981, à l'occasion du 26e Congrès du PCUS, Dadoo découvre l'Union soviétique avec Moses Mabhida, secrétaire général du parti communiste sud-africain. En 1981, il participe aux congrès des partis frères en Bulgarie, Tchécoslovaquie et en Allemagne de l'Est. 
En 1982, il tombe malade. Atteint d'un cancer, il se rend en Union soviétique pour suivre un traitement médical mais son cas est désespéré. Après plusieurs jours de coma, il meurt à Londres le 19 septembre 1983 et est enterré au cimetière de Highgate, à quelques mètres de la tombe de Karl Marx. Sur sa pierre tombale sont inscrits les mots suivants « Yusuf Dadoo, combattant pour la libération nationale, le socialisme et la paix mondiale ».